# آلبیون بی‌وفا
بریتانیای پیمان‌شکن (به لاتین: Perfidious Albion) یک عبارت توهین‌آمیز انگلیسی‌هراسانه است که در روابط بین‌الملل و دیپلماسی استفاده می‌شود تا به «حقه‌ها، دورویی‌ها، خیانت‌ها و به تبع آن‌ها بی‌وفایی در مورد پیمان‌های دولت یا حکمرانان بریتانیا (یا انگلستان) برای پیشبرد منافع خود» اشاره کند.
این عبارت را نخستین بار نمایشنامه‌نویس فرانسوی آگوستین لویی دو ژیمنی در سال ۱۷۹۳ در یک شعر به کار برد:
| Attaquons dans ses eaux la perfide Albion |  | بیایید به بریتانیای بی‌وفا در آب‌های خودش یورش ببریم. |

در دوران جنگ‌های ناپلئونی عنوان «بریتانیای پیمان‌شکن» رواج یافت. در امپراتوری آلمان نیز عبارت das perfide Albion به ویژه در دوران جنگ جهانی اول برای اشاره به بریتانیا به کار می‌رفت. در ایتالیای فاشیست عبارت perfida Albione در پروپاگاندای جنگی استفاده می‌شد. یهودیان نیز در دوران قیمومت بریتانیا بر فلسطین از بریتانیا با این عنوان یاد می‌کردند. در سال ۲۰۱۶ نیز برخی مطبوعات در واکنش به همه‌پرسی عضویت بریتانیا در اتحادیه اروپا (۲۰۱۶) از این عبارت استفاده کردند.